# Casa Borella
Casa Borella, anche chiamata Palazzo Ricordi, è un edificio storico di Milano situato in via Berchet al civico 2.

## Storia e descrizione
La costruzione dell'immobile denominato "Casa Borella" risale al 1880 da parte dell'Opera Pia Borella. Casa Borella domina la testata dell'isolato compreso tra le vie San Raffaele, Berchet e Foscolo, a ridosso dell’ingresso laterale est della Galleria Vittorio Emanuele II.
L'immobile è divenuto nel 1920 sede della Casa Ricordi (che lo rileva nel 1930) e lo sarà per tanti anni ed è quindi noto anche come Palazzo Ricordi. Nel decennio 1948-59 si concentrano le più importanti e sostanziali trasformazioni dell'immobile che era stato gravemente danneggiato nel corso della seconda guerra mondiale a causa dei bombardamenti su Milano. Il progetto della ricostruzione è affidato agli architetti Mario Asnago e Claudio Vender. 
In tempi più recenti, con lavori protrattisi dal 2012 al 2015, l'immobile è stato oggetto di una riqualificazione completa.